# 斯柯達汽車大學

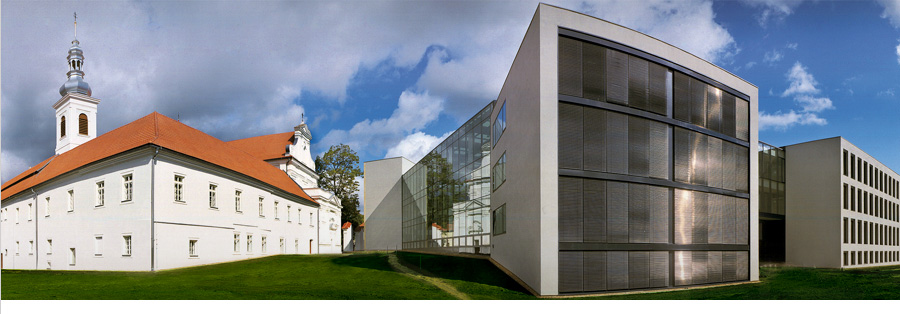
大學建築

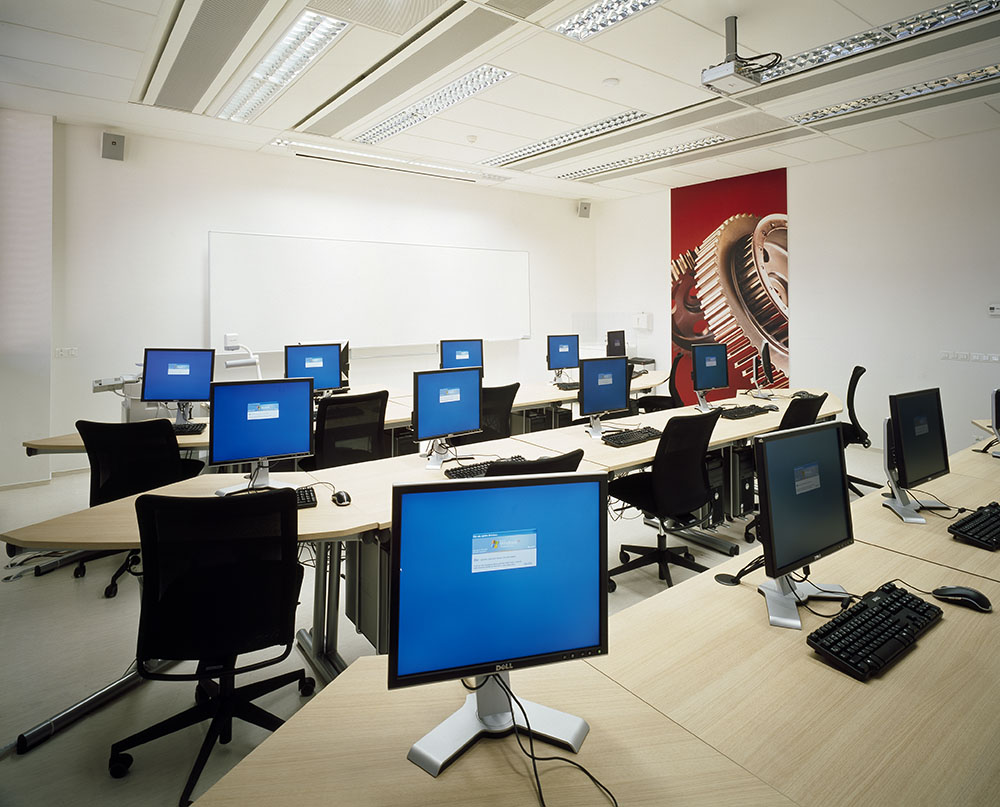
教室

斯柯達汽車大學（捷克語：Škoda Auto Vysoká škola；縮寫：ŠAVŠ）是捷克姆拉達-博萊斯拉夫的一所私立大學，2000年由斯柯達汽車創辦。2005年加入伊拉斯谟计划。它主要提供本科和碩士的商務管理類課程。

## 外部連接
- Information system SAVS （页面存档备份，存于）
- 斯柯达汽车大学 （页面存档备份，存于），捷中教育交流协会

50°24′56.19″N 14°54′8.933″E / 50.4156083°N 14.90248139°E